# Maià de Montcal
Maià de Montcal è un comune spagnolo di 335 abitanti situato nella comunità autonoma della Catalogna.